# هفت‌خان (آلبوم)
هفت‌خان، یا هفت‌خوان یک آلبوم موسیقی، اثر آهنگساز و موسیقی‌دان ایرانی، احمد پژمان است. این اثر در سال ۱۳۷۵ توسط شرکت طنین صوت در ایران منتشرشد. آلبوم موسیقی هفت‌خان در سال ۲۰۰۵، با حذف قطعهٔ باکلامِ «نیایش»، توسط شرکت پرشیا رکوردز منتشر شد.

## دربارهٔ اثر
آلبوم موسیقی هفت‌خان، بر اساس داستان‌های شاهنامهٔ فردوسی ساخته شده‌است. در این اثر، غیر از احمد پژمان که آهنگسازی و اجرای اصوات الکترونیک را انجام داده، بیژن کامکار نیز نوازندگی سازهای کوبه‌ای ایرانی را بر عهده داشته‌است، همچنین آهنگساز در قطعهٔ «نیایش» از اجرای گروه کُر بهره برده‌است.

## قطعات
| ردیف | نام قطعه          | زمان |
| ---- | ----------------- | ---- |
| ۱    | نیایش             | ۷:۲۰ |
| ۲    | سپاهیان ایران     | ۶:۴۳ |
| ۳    | جنگ مازندران      | ۸:۵۶ |
| ۴    | نبرد رخش و اژده‌ها | ۷:۰۶ |
| ۵    | جنگ رستم          | ۷:۴۲ |
| ۶    | ارژنگ دیو         | ۷:۵۳ |
| ۷    | کوهستان دیو سفید  | ۹:۲۳ |
| ۸    | آتش               | ۳:۴۳ |